# Михеево (Кимрский район)
Михеево — деревня в Кимрском районе Тверской области. Входит в состав Центрального сельского поселения.

## География
Находится в юго-восточной части Тверской области на расстоянии приблизительно 5 км на северо-восток по прямой от районного центра города Кимры на левом берегу Волги.

## История
Известна была с 1635 года как деревня с 3 дворами. В 1780-х годах 18 дворов, в 1806 — 10, в 1887 — 29.

## Население
Численность населения: 151 человек (1780-е годы), 61 (1806), 131 (1887), 4 (русские 100 %) в 2002 году, 1 в 2010.